# Mike Parson
Michael L. Parson (nacido el 17 de septiembre de 1955) es un político estadounidense y exagente del orden público que sirvió como el 57 ° Gobernador de Misuri desde el 1 de junio de 2018 hasta el 13 de enero de 2025, después de haber asumido el cargo después de la renuncia de Eric Greitens. Parson anteriormente fue el 47 ° vicegobernador de Misuri. Antes de eso, se desempeñó como miembro republicano de la Cámara de Representantes de Misuri del distrito 133 (2005-2011) y como miembro del Senado de Misuri en representación del distrito 28 (2011-2017). Parson sirvió como el Whip Whip Caucus en el Senado durante la 96 Asamblea General.

## Legislatura de Misuri
Parson fue elegido por primera vez en el 133er Distrito en la Cámara de Representantes de Misuri en 2004. Posteriormente fue reelegido en 2006 y 2008. En 2007, Parson copatrocinó un proyecto de ley para ampliar los derechos de la doctrina Castle.
En 2010, Parson firmó el compromiso de los estadounidenses por la reforma fiscal de no recaudar ningún impuesto.

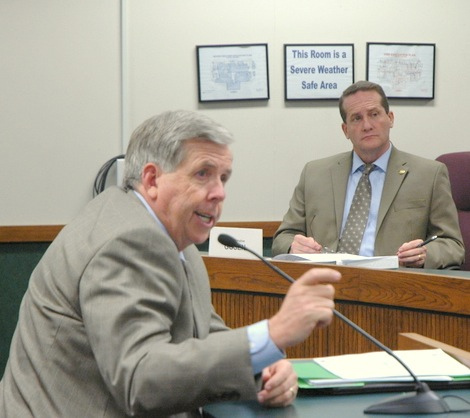
Parson en 2012

En 2010, Parson fue elegido para su primer mandato en el Senado de Misuri. Parson primero sobrevivió a una dura campaña primaria contra dos representantes republicanos del estado, Ed Emery y Larry Wilson. En las elecciones generales de noviembre, derrotó al candidato del Partido de la Constitución, Bennie Hatfield. 
Ganó la reelección en 2014, sin oposición tanto en la elección primaria como en la general.
Parson ayudó exitosamente a guiar una enmienda constitucional de "derecho a la granja" del estado que garantizaba los "derechos de los habitantes de Missouri a dedicarse a las prácticas agrícolas y ganaderas".